# Paolo Enrico Arias
Paolo Enrico Arias (Vittoria, 17 luglio 1907 – Pisa, 3 dicembre 1998) è stato un archeologo e funzionario italiano, socio dell'Accademia dei Lincei.

## Biografia
Dopo aver studiato all'Università di Pisa e alla Scuola normale superiore, fu assistente di Ranuccio Bianchi Bandinelli e di Alessandro Della Seta nella Scuola Archeologica Italiana di Atene. Sovrintendente alle Belle Arti a Reggio Calabria nel 1939, dallo stesso anno fu docente nell'Università di Catania, poi all'Università di Messina e all'Università di Bologna, dove fu anche sovrintendente. Dal 1961 al 1977 insegnò Archeologia e Storia dell'arte greco-romana nell'Università di Pisa e dal 1962 anche alla Normale, dove nel 1966 fondò la Scuola speciale per archeologi. Dal 1990 fu socio nazionale dell'Accademia dei Lincei.
Diresse scavi a Lemno, Locri Epizefiri, Marzabotto, Medma, San Godenzo, Sovana e a Spina.
Era padre di Marcello Arias, dirigente dell'IBM, e di Claudio Arias, anche lui archeologo e docente universitario a Pisa.

## Opere
- Il teatro greco fuori di Atene (1934)
- Mirone (1940)
- Dionigi il Vecchio (1942)
- Da Micale all'Eurimedonte (1942)
- Civiltà locrese in Grecia e nella Magna Grecia (1944)
- Skopas (1952)
- Storiografia e fonti della storia greca (1954)
- Mille anni di ceramica greca (1960)
- Storia della ceramica greca (1963)
- Policleto (1964)
- Storia dell'archeologia (1967)
- L'arte della Grecia (1967)
- La scultura greca (1969)
- Quattro archeologi del nostro secolo: Paolo Orsi, Biagio Pace, Alessandro Della Seta, Ranuccio Bianchi-Bandinelli, Giardini Editori e Stampatori, Pisa, 1976.